# Water of Leith
Water of Leith (skotsk gælisk: Uisge Lìte) er en flod, der løber nær det centrale Edinburgh, Skotland, og løber ud i Leith havn og flyder ud i Firth of Forth og ud i havet.
Den er 35 km lang, og har sit udspring i Colzium Springs ved Millstone Rig i Pentland Hills. Den løber igennem Harperrig Reservoir, forbi ruinerne af Cairns Castle, igennem Balerno, Currie, Juniper Green, Colinton, Slateford, Longstone, Saughton, Balgreen, Roseburn, West Coates og til det tætteste den når Edinburgh centrum ved mod nord Dean Village, hvor adskillige vandmøller har ligget. Kløften den løber i bliver bredere ved  Dean Bridge, der blev tegnet af Thomas Telford og opført i 1832 for at give adgangsvej til Queensferry, og ligger ved siden af New Town.
Herefter løber floden forbi Stockbridge, Inverleith, Canonmills og Warriston. Den fortsætter forbi Bonnington, hvor der også ligger en vandmølle og videre til Leith, hvor den løber ud i havnen og sammen med fjorden Firth of Forth.